# Чиков, Павел Владимирович
Павел Влади́мирович Чи́ков (род. 19 мая 1978, Казань) — российский юрист, правозащитник и общественный деятель. Кандидат юридических наук (2003). Руководитель международной правозащитной группы «Агора», член совета по правам человека РФ (2012—2019).

## Ранняя жизнь
Родился 19 мая 1978 года в городе Казани в семье научных работников — биологов. Мать — татарка, отец — русский. Окончил школу с серебряной медалью. В 2000 году окончил с красным дипломом юридический факультет Казанского государственного университета по специализации «Международное право».

## Карьера
После третьего курса проходил практику в прокуратуре, где остался работать на два года помощником следователя. В конце четвёртого курса устроился работать юристом в Комитет по защите прав человека республики Татарстан.
В 2001 году в США окончил магистерскую программу по госуправлению (англ. Public administration) Университета Северной Дакоты. В 2003 году получил степень кандидата юридических наук, защитив диссертацию по теме «Военные санкции в международном праве» в Академии наук Республики Татарстан.
В 2001 году инициатор создания и первый руководитель Правозащитного центра города Казани (ныне Казанский правозащитный центр (КПЦ)).
В 2003—2005 годах — руководитель правового отдела фонда «Общественный вердикт» (Москва). В 2003 году работал в «Открытой России» ЮКОСа, где создавал правозащитную организацию.
В мае 2004 года к двери квартиры Чиковых бросили боевую гранату, которая не взорвалась по техническим причинам. Юрист связывает покушение с правозащитной деятельностью КПЦ. По факту использования гранаты было возбуждено уголовное дело, которое осталось нераскрытым.
С апреля 2005 года — руководитель Межрегиональной Ассоциации правозащитных организаций «Агора».
С 2015 года — руководитель Международной правозащитной группы «Агора».

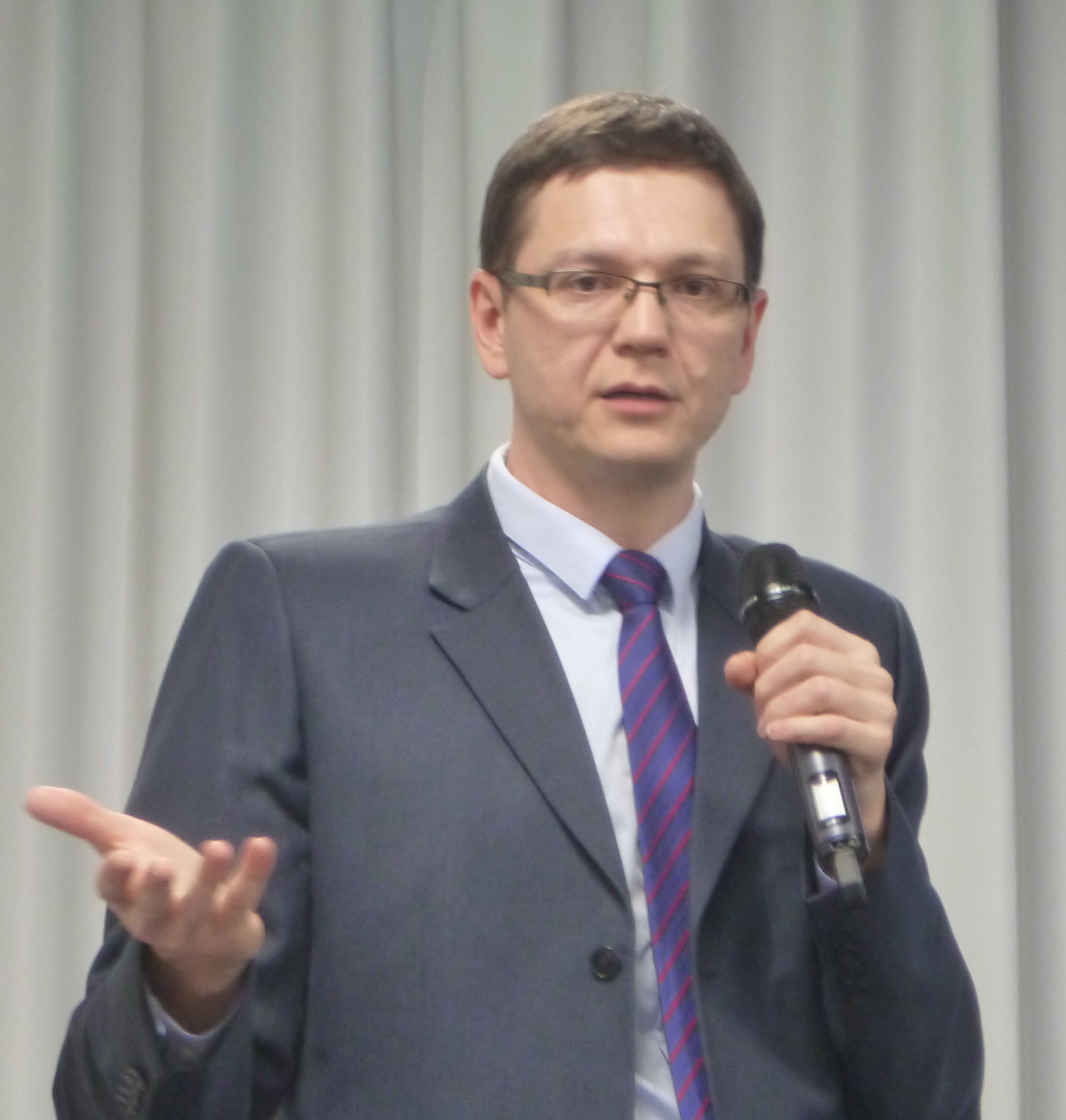
Чиков в «Ельцин-центре», 21 апреля 2019

В октябре 2019 года Павел Чиков был исключён из Совета по правам человека при президенте России.
В начале октября 2020 года выдвинул свою кандидатуру на пост судьи Европейского суда по правам человека от России.
23 марта 2023 года Министерством юстиции России внесён в список физических лиц «иностранных агентов».

## Опыт работы
Тренер по правам человека Московской Хельсинкской группы, эксперт Института прав человека в области нарушений прав человека правоохранительными органами и общественного контроля, член Российской Ассоциации международного права.
С 2001 года преподавал на юридическом факультете Университета Управления «ТИСБИ» в Казани, доцент кафедры конституционного и международного права.
Является соавтором концепции реформирования МВД РФ, предложенной к реализации в 2010 году Рабочей группой НПО по реформе МВД и озвученной Общественной палатой России.
Павел Чиков является колумнистом таких СМИ России, как Forbes.ru, РБК, «Ведомости», Republic, «Новая газета».

## Награды
- В 2014 году Павел Чиков и правозащитная группа «Агора» были награждены международной премией за заслуги в борьбе за права человека — Премией памяти профессора Торолфа Рафто[17].
- Лауреат Премии Московской Хельсинкской группы в области защиты прав человека в номинации «За успехи в развитии и управлении правозащитными организациями» (2023)[18].